# اگوست کرکهوفس
اگوست کرک‌هوفس (August Kerckhoffs)، استاد زبان‌شناسی در دانش‌سرای عالی مطالعات بازرگانی پاریسریا، هلندی‌تبار و مسلط به چند زبان بود. او برای پژوهش‌ در زبانشناسی و کتابهای بسیاری که درباره آن و زبان ولاپوک نوشته، مشهور است. شهرت او در دنیای امنیت اطلاعات، برای دو مقاله‌ای است که در ۱۸۸۳ در مجله علوم نظامی فرانسه (Le Journal des Sciences Militaires) چاپ کرد. این مقاله‌ها که با نام رمزنگاری نظامی منتشر شدند، شامل شش اصل بودند که اصل دوم یکی از قوانین اساسی در رمزنگاری نوین مورد تأیید دانشمندان و زیربنای فعالیت و پژوهش شد.

## پیوند بیرونی
- La Cryptographie Militaire — French original and translations into English
- Electronic Birth Record of Auguste Kerckhoffs[پیوند مرده]